# Oprykning og nedrykning
Oprykning og nedrykning er betegnelsen for udskiftelsen af hold i sportsligaer. Ender man fx på sidstepladsen i Superligaen rykker man ned i 1. division, og hvis man ender på 1. pladsen i 1. division rykker man op i Superligaen.
| Sport | Spire Denne artikel om sport er en spire som bør udbygges. Du er velkommen til at hjælpe Wikipedia ved at udvide den. |